# Platform Verantwoord Huisdierenbezit
Het Platform Verantwoord Huisdierenbezit is een Nederlandse stichting. Ze heeft tot doel  het bevorderen van een verantwoorde relatie tussen de mens en het gezelschapsdier alsmede het beschikbaar maken van de benodigde kennis, zodat gezelschapsdieren op een verantwoorde wijze worden gehouden.
Daarbij onderkent de stichting  dat er een aantal "knelpunten" zijn waaraan gewerkt moet worden om het welzijn voor huisdieren te bevorderen. Volgens de site van de stichting zijn deze knelpunten onder meer:
- Gebrek aan kennis over hoe de dieren te houden
- Gebrek aan mogelijkheden om dieren welzijnsvriendelijk te houden
- Oneigenlijke motieven bij aanschaf
- Lage drempels bij aanschaf
- Het zich ontdoen van een dier (regulier, illegaal)

De stichting geeft aan samen met betrokkenen in de huisdierensector aan oplossingen voor die knelpunten te willen werken. In het verleden, en ook nu nog, heeft ze dat gedaan door voorlichting over het houden van bepaalde huisdiersoorten, lobbywerk (beïnvloeding van de politiek), het innemen van standpunten bijvoorbeeld het zich positief uitspreken voor vakbekwaamheidseisen en door het voeren van rechtszaken met betrekking tot een oude positieflijst zoogdieren en de muntjakherten die niet op die positieflijst stonden.